# Ušće Raše
Ušće Raše este o arie protejată (sit de importanță comunitară — SCI) din Croația întinsă pe o suprafață de 44,48 ha, integral pe uscat.

## Localizare
Centrul sitului Ušće Raše este situat la coordonatele 45°01′54″N 14°02′46″E / 45.031747°N 14.046046°E.

## Înființare
Situl Ušće Raše a fost declarat sit de importanță comunitară în iulie 2013 pentru a proteja 1 specie de animale.

## Biodiversitate
Situată în ecoregiunile marină mediteraneană și mediteraneană, aria protejată conține 2 habitate naturale: Estuare, Bancuri de nisip acoperite în permanență slab de apă marină.
La baza desemnării sitului se află o specie protejată de  pești: Knipowitschia panizzae.